# Jamie Elman

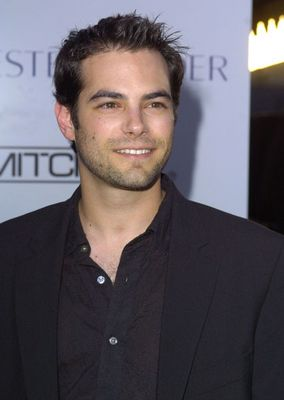
Jamie Elman (2004)

Benjamin David „Jamie“ Elman (* 5. Juli 1976 in New York City, New York) ist ein kanadisch-US-amerikanischer Schauspieler.
Elman wurde zwar in New York geboren, zog aber noch als Kleinkind mit seinen Eltern nach Montreal, Kanada. Seine Schauspielkarriere begann er als Teenager im Film Vernetzt an der Seite von Keanu Reeves. Er nahm Schauspielunterricht bei Diana Castle, Leslie Kahn und Aaron Speiser. Zudem hat er einen Bachelor of Arts in Drama und Theater, den er an der McGill University in Montreal erlangte.
Neben den kanadischen Landessprachen Englisch und Französisch spricht Elman noch Hebräisch und Jiddisch. 

## Filmografie
- 1995: Vernetzt (Johnny Mnemonic)
- 1997–1999: Student Bodies
- 2000: Stardom
- 2000: Undressed – Wer mit wem? (MTV's Undressed), 3. Staffel
- 2001: Girl's Best Friend
- 2001: Rave Macbeth
- 2002–2005: American Dreams
- 2003: Shattered Glass
- 2003: See Jane Date
- 2005: Mystery Woman: Game Time
- 2007: California Dreamin' (Nesfarsit)
- 2007: Und Nietzsche weinte (When Nietzsche Wept)
- 2007: Waking Dreams

### Gastauftritte
- 1993: Grusel, Grauen, Gänsehaut (Are You Afraid of the Dark?), Folge 2.10
- 2003: Without a Trace – Spurlos verschwunden, Folge 2.06
- 2005: The Closer, Folge 1.13
- 2005: CSI: NY, Folge 2.01
- 2006: Criminal Minds, Folge 2.08
- 2007: Lass es, Larry! (Curb Your Enthusiasm), Folge 6.06
- 2007: What About Brian, Folge 2.14
- 2007: Crossing Jordan – Pathologin mit Profil, Folge 6.16